# Will Still
William Still (Braine-l'Alleud, Bélgica, 14 de octubre de 1992) es un entrenador de fútbol belga. Actualmente dirige al Southampton de la EFL Championship.

## Inicios
Los padres de Still se fueron del Reino Unido a Bélgica alrededor del año 1990, y William nació en Bélgica en 1992. Se crio en Inglaterra y fue a una escuela francesa en Brabante Valón. Aprendió neerlandés jugando en la cantera de varios clubes flamencos y en los equipos juveniles de Sint-Truiden y RAEC Mons. Still debutó profesionalmente con el primer equipo del Tempo Overijse, en ese entonces jugando en la Cuarta División belga.
Still tiene dos hermanos, Nicolás y Edward Still, ambos también activos en el fútbol.
Still ha declarado que jugar la serie de videojuegos Football Manager y Championship Manager lo ayudó a decidir dejar de jugar a la edad de 17 años y mudarse a Inglaterra para empezar a estudiar para ser entrenador en Myerscough College en Preston, Lancashire.

## Carrera como entrenador
Still comenzó su carrera como asistente del entrenador U14 de Preston North End. En ese club hizo una pasantía como parte de sus estudios de fútbol en Myerscough College. En 2014 se convirtió en analista de video en Sint-Truiden, después de utilizar con éxito un análisis de partidos para convencer al técnico Yannick Ferreira. En 2015, el equipo ascendió a la Primera División A belga, pero cuando Ferreira se cambió al Standard de Lieja, Still lo siguió. Esa temporada, ganó la Copa de Bélgica, pero en septiembre de 2016, tanto Ferreira como sus asistentes fueron despedidos.
En abril de 2017, Still comenzó una nueva posición en el equipo de segunda división Lierse, combinando el trabajo de analista de video con la asignación como asistente de Frederik Vanderbiest. En junio de 2017, Still regresó al Standard de Lieja, solo para irse dos días después porque su nuevo club no quería cumplir con los arreglos acordados como parte de las negociaciones del contrato. Still pudo regresar de inmediato a Lierse, donde (con solo 24 años) incluso fue nombrado entrenador interino cuando Vanderbiest fue despedido. Eventualmente, Lierse contrató a Still como entrenador a tiempo completo. Aun así logró guiar al equipo a conseguir 21 puntos de 27, incluida una racha de siete victorias consecutivas. La victoria por 2-0 contra Westerlo del 2 de diciembre de 2017 fue su último partido como entrenador, ya que no poseía el título de "entrenador de nivel A de la UEFA", que se requiere en la Challenger Pro League para permanecer a cargo por más de 60 días. Todavía se quedó con Lierse pero se convirtió en asistente de David Colpaert.
Al final de la temporada 2017-18, Lierse se declaró en quiebra. Still se marcharía al Beerschot para convertirse en asistente de Stijn Vreven. Bajo su sucesor, Hernán Losada, Beerschot y Still fueron ascendidos a la Primera División A belga. Después de que Losada se fuera a mediados de enero de 2021 para comenzar como entrenador del D.C. United, Still se convirtió en el nuevo entrenador de Beerschot. Al final de la temporada 2020-21, a pesar de terminar noveno, los propietarios de Beerschot decidieron contratar a Peter Maes para dirigirlos la próxima temporada.
Tras su salida de Beerschot, Still se unió al Stade de Reims como asistente del entrenador Óscar García. Después de cuatro meses en Francia, a Still le ofrecieron funciones en dos clubes belgas y decidió regresar al Standard de Lieja. Still explicó que parte del razonamiento detrás de esto era el hecho de que su licencia profesional de la UEFA estaba registrada en Bélgica, por lo que tenía que conducir de un lado a otro entre Bélgica y Reims para asistir a los cursos, lo que se estaba convirtiendo en una carga para su tiempo.
Al final de la temporada 2021-22, Still recibió una llamada del Stade de Reims para volver al equipo de la Ligue 1 como asistente del entrenador. Después de que García fuera despedido el 13 de octubre de 2022, Still asumió el cargo de entrenador interino. Luego de una racha invicta de cinco partidos, fue designado entrenador por el resto de la temporada. Llegó a encadenar hasta 19 partidos invicto, lo que permitió al conjunto francés obtener una holgada  permanencia en la Ligue 1. Como Still no tenía la UEFA Pro Licence que le da la posibilidad de dirigir un club de fútbol profesional, el Reims era sancionado con 25.000 euros por cada partido que Still dirigiera desde el banquillo, coste que el club asumió mientras el técnico belga realizaba un curso de entrenador en el National Football Centre de Bruselas. El 1 de junio de 2023, se confirmó su renovación de contrato con el club hasta el 30 de junio de 2025.Sin embargo, en mayo de 2024, el club anunció su rescisión de contrato a falta de tres jornadas para la finalización de la temporada.
En junio de 2024, fue oficializado como entrenador del RC Lens hasta 2027. No obstante, el 17 de mayo de 2025, tras concluir la temporada en la 8ª posición de la Ligue 1, anunció que no iba a continuar en el club por motivos personales.
El 24 de mayo de 2025, asumió al frente del Southampton, recién descendido a la EFL Championship.

## Estadísticas como entrenador
| Equipo                 | Div.                | Temporada           | Liga  | Liga | Liga | Liga | Liga |       | Copa | Copa | Copa | Copa  |   | Internacional | Internacional | Internacional | Internacional | Internacional |   | Otros | Otros | Otros | Otros |    | Totales     | Totales | Totales | Totales | Totales | Totales | Totales | Totales |
| Equipo                 | Div.                | Temporada           | Part. | G    | E    | P    | Pos. | Part. | G    | E    | P    | Part. | G | E             | P             | Pos.          | Part.         | G             | E | P     | Part. | G     | E     | P  | Rendimiento | GF      | GC      | Dif.    |         |         |         |         |
| ---------------------- | ------------------- | ------------------- | ----- | ---- | ---- | ---- | ---- | ----- | ---- | ---- | ---- | ----- | - | ------------- | ------------- | ------------- | ------------- | ------------- | - | ----- | ----- | ----- | ----- | -- | ----------- | ------- | ------- | ------- | ------- | ------- | ------- | ------- |
| Lierse · Bélgica       | 2.ª                 | 2017-18             | 9     | 7    | 0    | 2    | Int. | -     | -    | -    | -    | -     | - | -             | -             | -             | -             | -             | - | -     | 9     | 7     | 0     | 2  | 77.78%      | 15      | 10      | +5      |         |         |         |         |
| Lierse · Bélgica       | Total               | Total               | 9     | 7    | 0    | 2    | -    | -     | -    | -    | -    | -     | - | -             | -             | -             | -             | -             | - | -     | 9     | 7     | 0     | 2  | 77.78%      | 15      | 10      | +5      |         |         |         |         |
| Beerschot · Bélgica    | 1.ª                 | 2020-21             | 13    | 5    | 2    | 6    | 9.º  | 2     | 1    | 0    | 1    | -     | - | -             | -             | -             | -             | -             | - | -     | 15    | 6     | 2     | 7  | 44.44%      | 20      | 20      | +0      |         |         |         |         |
| Beerschot · Bélgica    | Total               | Total               | 13    | 5    | 2    | 6    | -    | 2     | 1    | 0    | 1    | -     | - | -             | -             | -             | -             | -             | - | -     | 15    | 6     | 2     | 7  | 44.44%      | 20      | 20      | +0      |         |         |         |         |
| Stade Reims Francia    | 1.ª                 | 2022-23             | 28    | 11   | 10   | 7    | 11.º | 3     | 2    | 0    | 1    | -     | - | -             | -             | -             | -             | -             | - | -     | 31    | 13    | 10    | 8  | 52.69%      | 44      | 29      | +15     |         |         |         |         |
| Stade Reims Francia    | 1.ª                 | 2023-24             | 31    | 11   | 7    | 13   | Inc. | 2     | 1    | 1    | 0    | -     | - | -             | -             | -             | -             | -             | - | -     | 33    | 12    | 8     | 13 | 44.44%      | 43      | 47      | -4      |         |         |         |         |
| Stade Reims Francia    | Total               | Total               | 59    | 22   | 17   | 20   | -    | 5     | 3    | 1    | 1    | -     | - | -             | -             | -             | -             | -             | - | -     | 64    | 25    | 18    | 21 | 48.44%      | 87      | 76      | +11     |         |         |         |         |
| RC Lens Francia        | 1.ª                 | 2024-25             | 34    | 15   | 7    | 12   | 8.º  | 1     | 0    | 1    | 0    | 2     | 1 | 0             | 1             | 4ªR           | -             | -             | - | -     | 37    | 16    | 8     | 13 | 50.45%      | 45      | 43      | +2      |         |         |         |         |
| RC Lens Francia        | Total               | Total               | 34    | 15   | 7    | 12   | -    | 1     | 0    | 1    | 0    | 2     | 1 | 0             | 1             | -             | -             | -             | - | -     | 37    | 16    | 8     | 13 | 50.45%      | 45      | 43      | +2      |         |         |         |         |
| Southampton Inglaterra | 2.ª                 | 2025-26             | 2     | 1    | 1    | 0    | -    | 1     | 1    | 0    | 0    | -     | - | -             | -             | -             | -             | -             | - | -     | 3     | 2     | 1     | 0  | 77.78%      | 4       | 2       | +2      |         |         |         |         |
| Southampton Inglaterra | Total               | Total               | 2     | 1    | 1    | 0    | -    | 1     | 1    | 0    | 0    | -     | - | -             | -             | -             | -             | -             | - | -     | 3     | 2     | 1     | 0  | 77.78%      | 4       | 2       | +2      |         |         |         |         |
| Total en su carrera    | Total en su carrera | Total en su carrera | 117   | 50   | 27   | 40   | -    | 9     | 5    | 2    | 2    | 2     | 1 | 0             | 1             | -             | -             | -             | - | -     | 128   | 56    | 29    | 43 | 51.3%       | 171     | 151     | +20     |         |         |         |         |
| 1. 2.                  |                     |                     |       |      |      |      |      |       |      |      |      |       |   |               |               |               |               |               |   |       |       |       |       |    |             |         |         |         |         |         |         |         |

#### Resumen por competiciones
| Competición                 | Partidos | Ganados | Empatados | Perdidos | %      | Resultado        |
| --------------------------- | -------- | ------- | --------- | -------- | ------ | ---------------- |
| Segunda División de Bélgica | 9        | 7       | 0         | 2        | 77.78% | 3.er lugar       |
| Primera División de Bélgica | 13       | 5       | 2         | 6        | 43.59% | 9.º lugar        |
| Copa de Bélgica             | 2        | 1       | 0         | 1        | 50%    | Octavos de final |
| Ligue 1                     | 93       | 37      | 24        | 32       | 48.38% | 8.º lugar        |
| Copa de Francia             | 6        | 3       | 2         | 1        | 61.11% | Octavos de final |
| EFL Championship            | 2        | 1       | 1         | 0        | 66.67% | En disputa       |
| FA Cup                      | 0        | 0       | 0         | 0        | 0%     | En disputa       |
| EFL Cup                     | 1        | 1       | 0         | 0        | 100%   | En disputa       |
| Liga Conferencia de la UEFA | 2        | 1       | 0         | 1        | 50%    | Cuarta ronda     |
| TOTAL                       | 128      | 56      | 29        | 43       | 51.3%  | Sin Títulos      |